# Konradyni
Konradyni – dynastia wschodniofrankijska. Nazwa pochodzi od Konrada Starszego i jego syna Konrada I.
Protoplastą rodu był hrabia Gebhard z Lahngau (795 lub 810-879), który w 838 stawał przeciwko Ludwikowi II Niemieckiemu walcząc po stronie Ludwika I Pobożnego.
Ród nabrał znaczenia, gdy wywodzącą się z Konradynów Odę pojął za żonę cesarz Arnulf z Karyntii. Wtedy to wnuk Gebharda z Lahngau, Konrad Starszy zwany powszechnie krewnym cesarza mianowany został księciem Turyngii. Jego syn Konrad I przyjął tytuł księcia Frankonii, a następnie wybrany został królem niemieckim. Konrad zmarł bezpotomnie i korona niemiecka przeszła w ręce Ludolfingów, a księstwo Frankonii odziedziczył jego brat Eberhard, który w latach 926-928 uzyskał też tytuł księcia Lotaryngii. Po śmierci Henryka I Ptasznika Eberhard popadł w konflikt z cesarzem Ottonem I, przez co utracił oba księstwa, a ród zaczął tracić na znaczeniu.
W 982 r. Konradyni zdobyli jeszcze księstwo Szwabii, które utracili w 1012.
Ostatni męski potomek Konradynów zmarł bezpotomnie w 1036.